# Dzierżanów (Grande-Pologne)
Pour les articles homonymes, voir Dzierżanów.
Dzierżanów (prononciation : [d͡ʑerˈʐanuf]) est un village polonais de la gmina de Krotoszyn dans le powiat de Krotoszyn de la voïvodie de Grande-Pologne dans le centre-ouest de la Pologne.
Il se situe à environ 8 kilomètres au nord-ouest de Krotoszyn (siège de la gmina et du powiat) et à 81 kilomètres au sud de Poznań (capitale régionale).
Le village possédait une population de 240 habitants en 2014.

## Histoire
De 1975 à 1998, le village faisait partie du territoire de la voïvodie de Kalisz.

Depuis 1999, Dzierżanów est situé dans la voïvodie de Grande-Pologne.